# Reeder Classic
Reeder Classic ist ein Feedreader für macOS, iOS und iPadOS. Er wurde vom Schweizer Silvio Rizzi entwickelt.
Rizzi programmierte zuerst eine iPhone-Version der Software. Es folgte am 12. Juni 2010 eine Version für das iPad.
Im Februar 2010 gab Rizzi seine Stelle bei einer Basler Webdesign-Firma auf, um sich Vollzeit auf seine Softwareentwicklung konzentrieren zu können. Im Oktober 2010 wurden im App Store je über 100.000 Downloads von iPhone- und iPad-Version verzeichnet. Am 1. Dezember 2010 erschien die erste Beta-Version des Reeder als Desktopversion für Mac, am 9. Juni 2011 kam die finale Version 1 in den Mac App Store.
Der Reeder hat ein minimalistisches, nüchternes Design und eine auf den Lesefluss optimierte Bedienung. Er ist ein Client, der mit einem Account bei Google Reader, Readability oder Fever verknüpft werden konnte und von dort die abonnierten Feeds beziehungsweise Artikel lud und synchronisierte.
Mit der Einstellung des Google Reader im Juli 2013 entfiel die Synchronisierungsbasis des Reeder. Ab der Version 2 für OS X und iOS wurden als Ersatz in mehreren Erweiterungsschritten die Dienste Feedbin, Feedly, Feed Wrangler, FeedHQ, Inoreader, NewsBlur, Minimal Reader, The Old Reader und BazQux Reader sowie lokale Verwaltung (ohne Synchronisierungsmöglichkeit) ergänzt. Readability und Fever blieben erhalten. Die zuvor getrennt für iPhone und iPad erhältlichen Apps wurden in eine Universal-App zusammengefasst. Version 4 der Software wurde für macOS und iOS im April 2019 veröffentlicht. Das Update integriert u. a. einen Später-Lesen-Dienst, einen neuen Lesemodus (Bionic Reading) sowie neue Layout-Optionen.
Am 16. Oktober 2020 wurde mit Reeder 5 eine neue Version veröffentlicht. Zu den größten Neuerungen gehören die Synchronisation mit Apples Onlinedienst iCloud und Widgets unter iOS 14.
Die einzelnen Artikel können mit einem Stern gekennzeichnet und als gelesen/ungelesen markiert werden. Die Anzeige kann über den die wesentlichen Textpassagen extrahierenden Webservice Readability erfolgen.
Am 2. September 2024 kündigte der Entwickler an, dass die App künftig unter dem Namen Reeder Classic weiterentwickelt wird. Reeder Classic existiert parallel zur neu entwickelten Software „Reeder.“, die auf den Prinzipien von Reeder Classic aufbaut und diese neu interpretiert.